# Обокрители
Обокрите́ли (бел. Абакрытэ́лі) — небольшое озеро в Опсовском сельсовете на западе Браславского района Витебской области Белоруссии.

## География
Озеро расположено у западной окраины деревни Вайнюнцы, в 23 км к юго-западу от города Браслав.

## Гидрология
Площадь озера — 0,16 км², длина — 520 м, наибольшая ширина — 400 м. Площадь водосборного бассейна — 2,25 км². Подвержено зарастанию. Островов нет.
Озеро относится к бассейну реки Прорва (приток Дрисвяты) и связано с ней ручьём.